# Smadar Shir

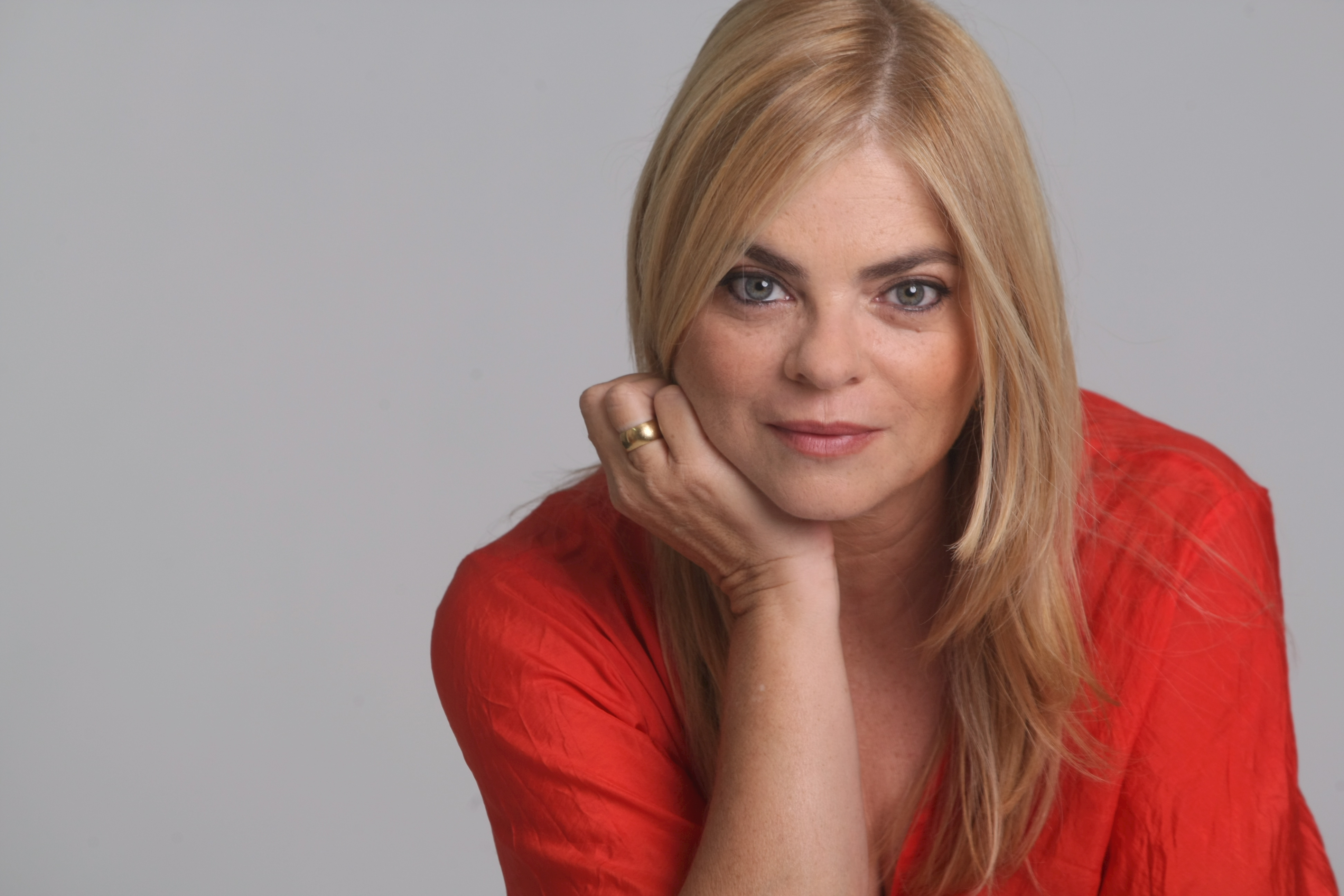
Smadar Shir

Smadar Shir (hebräisch סמדר שיר; * 1957 in Tel Aviv) ist eine israelische Schriftstellerin, Musicalautorin und Journalistin.

## Leben
Shir wuchs in Tel Aviv auf. Sie studierte Literatur und Allgemeine Philosophie an der Universität Tel Aviv und war Redakteurin bei der Kinderwochenzeitung "Haaretz Shlenno" und später Jugendreporterin bei "Maariv für die Jugend". Shir hatte in  Israel Erfolg als Kinder- und Jugendbuchautorin. Sie schrieb unter anderem die Kinderbuchreihe Gali.
Während eines mehrjährigen Aufenthalts in Minneapolis veröffentlichte sie sieben Kinderbücher auf Englisch und schrieb auch ein Buch mit hebräischen Namen für amerikanische Kinder. Shir schrieb viele Lieder,  Texte für israelische Rocksänger und für Kinderlieder. Sie schrieb mehrere Kindermusicals und übersetzte sie ins Hebräische.
Sie schreibt zweiwöchentlich zwei Kolumnen in Yedioth Ahronoth.

## Werke (Auswahl)
- mit Semadar Shir: Little Daniel and the Jewish Delicacies. Adama Books, 1988. ISBN  978-1-55774-028-1
- mit Shula Modan und Yael Leeor: Why Jonathan Doesn’t Cry. Adama Books, 1988. ISBN 978-1-55774-022-9
- mit Teri Rizman Nover (Illustrator): Chanukah A-Z. Lambda Pub Inc, 1988. ISBN 978-1-55774-041-0
- The Complete Book of Hebrew Baby Names. HarperOne, 1989. ISBN 978-0-06254-850-4
- Mommy, Smile!: A Women's Fiction Novel. CreateSpace, 2016. ISBN 978-1-51933-056-7 (englisch)
- True Love. Chemed Books, Tel Aviv 2002. ISBN 978-9-65511-206-1 (hebräisch)
- I'm Your Man. Chemed Books, Tel Aviv 2005. ISBN 978-9-65511-859-9 (hebräisch)